# قائمة مساجد الأنبار

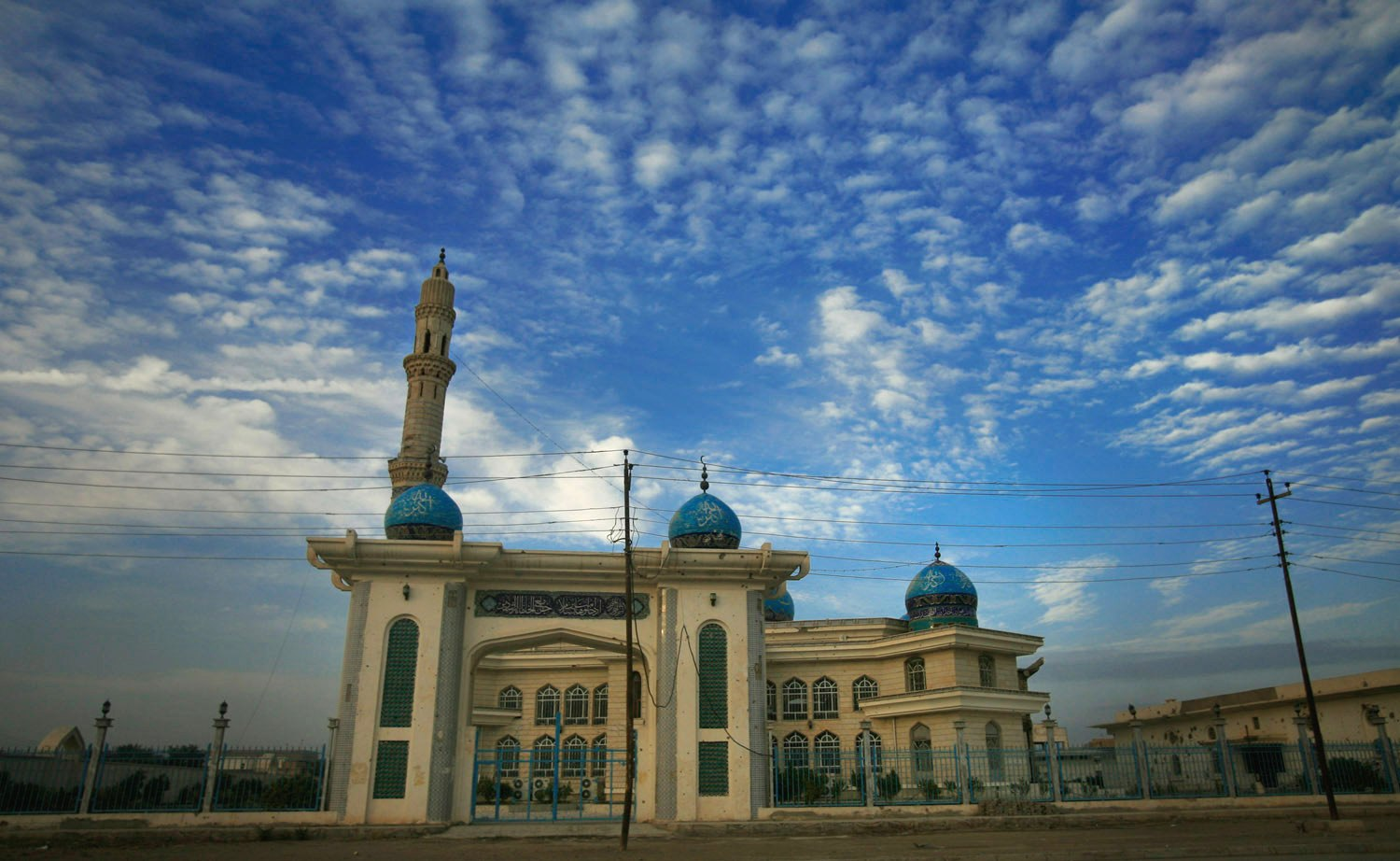
من مساجد مدينة الفلوجة في محافظة الأنبار

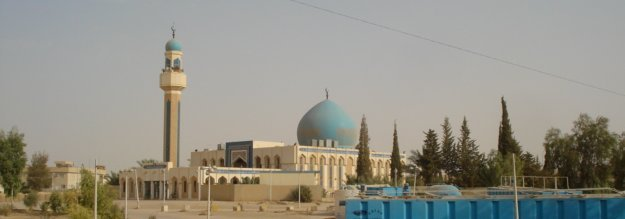
أحد مساجد مدينة عنة عام 2008

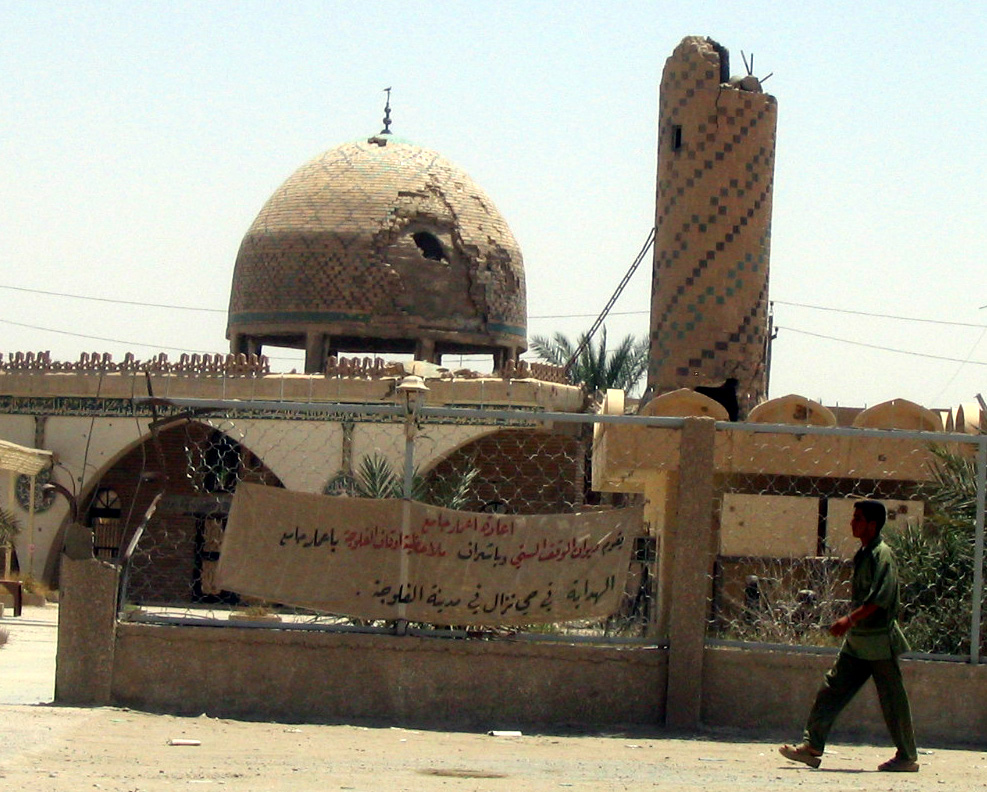
جامع الهداية في الفلوجة والذي تم تحطيمه بسبب الحرب

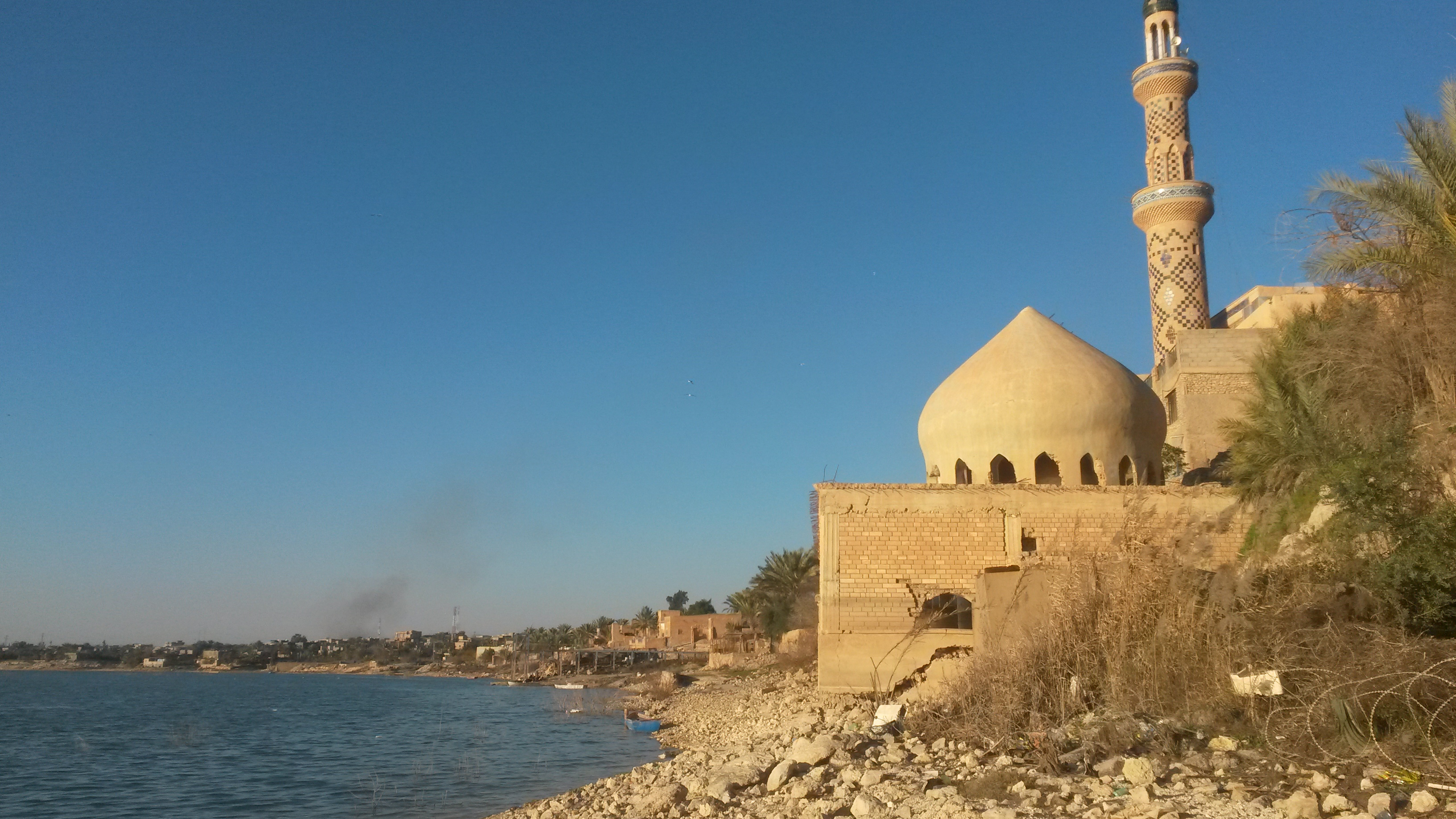
جامع الشيخ رجب (راوة).

تحتوي محافظة الأنبار في العراق على الجوامع والمساجد والمراقد الآتية:
- جامع الرمادي الكبير
- جامع اللطيف الخبير
- جامع الشيخ رجب (راوة)
- جامع التقوى (الأنبار)
- جامع الفاروق (هيت)
- جامع الفاروق (حديثة)
- جامع الدولة الكبير (الأنبار)
- جامع الصادق الأمين (الأنبار)
- جامع الصديقة عائشة (الأنبار)
- جامع فاطمة الزهراء (الأنبار)
- جامع صلاح الدين الأيوبي (الأنبار)
- جامع أهل البيت (الأنبار)
- جامع محمد الفاتح (الأنبار)
- جامع هارون الرشيد (الأنبار)
- جامع القاضي (الأنبار)
- جامع الفرج (الأنبار)
- جامع الصوفية (الأنبار)
- جامع الصالح (الأنبار)
- جامع عمر بن الخطاب (الأنبار)
- جامع معاوية بن أبي سفيان (الأنبار)
- جامع القهار (الأنبار)
- جامع النور (الأنبار)
- جامع الحق (الأنبار)
- جامع القدس (الأنبار)
- جامع الفرقان (الأنبار)
- جامع الفاروق (الأنبار)
- جامع الرحمن الرحيم (الأنبار)
- جامع الرحمن (الأنبار)
- جامع القيوم (الأنبار)
- مسجد حي الأندلس (الأنبار)
- جامع عباد الرحمن (الأنبار)
- جامع الشيخ عبد القادر الكيلاني (الأنبار)
- جامع بديع السموات والأرض (الأنبار)
- جامع عبد الله بن أم مكتوم (الأنبار)
- جامع المجيد (الأنبار)
- جامع الرضوان (الأنبار)
- جامع مالك بن أنس (الأنبار)
- جامع آل هميم (الأنبار)
- مسجد معمر بن راشد (الأنبار)
- جامع منهاج النبوة (الأنبار)
- مسجد محمد رسول الله (الأنبار)
- جامع الحمد (الأنبار)
- جامع محمد عارف (الأنبار)
- جامع الحاجة مقبولة (الأنبار)
- جامع حي المعلمين (الأنبار)
- جامع الوارث (الأنبار)
- جامع أسماء الله الحسنى (الأنبار)
- جامع الشهيد خميس (الأنبار)
- جامع المتقين (الأنبار)
- جامع المقداد بن عمرو
- جامع عروة بن الزبير
- مسجد كامل جوير
- جامع الشهيد مجيد
- جامع عبد الله بن الزبير (الأنبار)
- مسجد أبو حنيفة (الأنبار)
- جامع سعد بن معاذ (الأنبار)
- جامع معاذ بن جبل (الأنبار)
- جامع الأبرار (الأنبار)
- جامع أبو موسى الأشعري (الأنبار)
- جامع العلي (الأنبار)
- جامع عبد الله بن عباس (الأنبار)
- جامع الحسن بن علي (الأنبار)
- جامع الخلافة الراشدة (الرمادي)